# Прага E-45
Прага E-45 (чеш. Praga E-45) је чехословачки ловачки авион. Први лет авиона је извршен 1934. године. 

## Пројектовање и развој
Једноседи ловац Прага Е-45 је пројектовао инж. Јарослав Шлехта главни конструктор фирме ЧКД Прага са намером да се у конкурентој утакмици такмичи са авионом Авија B-534. 
Авион је направљен на основу свог претходника Прага E-44, први пут је полетео  8.10.1934., али је у односу на свог конкурента полетео око 17 месеци касније. Пошто је Е-45 каснио, иако су ова два авиона имала веома сличне перформансе, Авија је добила уговор за преко 400 авиона а Е-45 је направљен само у једном примерку  иако је имао мотор знатно мање снаге од Авије B-534,  a имао је нешто боље летне перформансе од поменутог конкурента. 
Улога овог авиона се свела на резервно решење ловцу B-534.

## Технички опис
Труп елипсастог попречног пресека је изграђен око правоугаоне челичне цевне конструкције. Предњи део трупа је био обложен  алуминијумским лимом око мотора, кроз капотажу мотора са сваке стране је било по 6 отвора за издувне цеви мотора. Горња страна трупа и вертикални стабилизатор репа, обложени су шперплочом и прекривени платном. Остатак трупа је био такође прекривен импрегнираним платном. Један кокпит је био прилично иза крила и могао је бити отворен или затворен настрешницом.
Погонска група је имала линијски V-мотор течношћу хлађен, Rolls-Royce Kestrel VI снаге 500 kW (670 KS), покретан металним пропелером са две лопатице. Хладњак расхладне течности мотора се налазио испод мотора а са предње стране, иза елисе био је заштићен шалузином.
Крила авиона Е-45 су била једнаког размаха правоугаоног облика са израженим елиптичне врховима. Крила су била танког профила, дрвене конструкције са облогом од шперплоче и завршним омотачем од платна, горња крила су била једноделна, повезана са горњим делом трупа балдахином помоћу пара стубова N облика нагнутих према споља. Доња крила су била конзолна причвршћена за доњи део трупа. Крила су међусобно била спојена упорницама N-облика притегнута дијагоналноим жичаним затезачима. Аеродинамички уравнотежени елерони покривали су скоро комплетну задњу ивицу доњег крила.
Репне површине су биле класичне, састојале су се од вертикалног и два хоризонтална стабилизатора чије су конструкције обложене шперпшлочом па затим прекривене платном. Кормила су имала челичну конструкцију обложену платном. Сва кормила су имала компезационе површине. Облик репних површина је био елипсаст. Хоризонтални стабилизатори су косим упорницама били ослоњени на доњи део трупа авиона.
Стајни трап је био фиксан неувлачећи са полусамоносећим конзолним ногама у којима су били уграђени уљно-пнеуматски амортизери, главни точкови су имали кочнице, и делом били покривени аеродинамичним облогама. Испод репа авиона била је еластична дрљача везана за конструкцију авиона.

## Наоружање
Авион Прага Е-45 је био наоружан са два синхронизована митраљеза М30 калибра 7,92 mm постављена изнад мотора који су гађали кроз обртно поље елисе. Од бомбардерског наоружања могао је да понесе 6 бомби од по 10 килограма тежине.
| Наоружање авиона: Прага        |           |
| Ватрено (стрељачко) наоружање  |           |
| Топ                            |           |
| Митраљез                       |           |
| Број и ознака митраљеза        | 2 х М30   |
| Калибар                        | 7,92      |
| Бомбардерско наоружање (бомбе) |           |
| Класичне авио бомбе            | 6 х 10 kg |
| Укупна маса                    | 60        |
| Ракетно наоружање (ракете)     |           |

## Верзије
Авион је направљен у једном примерку (прототип).

## Оперативно коришћење
Једини прототип је купило чехословачко Министарство јавних радова у априлу 1938. године и добио је цивилни регистарски број OK-ERR у мају. Током Судетске кризе, ловац је реквирирала војска и његова даља судбина је остала непозната.

## Земље које су користиле авион
- Чехословачка